# Melianthus dregeanus
Melianthus dregeanus är en tvåhjärtbladig växtart. Melianthus dregeanus ingår i släktet Melianthus och familjen Melianthaceae.

## Underarter
Arten delas in i följande underarter:
- M. d. dregeanus
- M. d. insignis